# Мотегі Тосіміцу
Тосіміцу Мотегі (яп. 茂木 敏充; нар. 7 жовтня 1955, Асікаґа) — японський політичний діяч, член Ліберально-демократичної партії. Міністр закордонних справ Японії з 11 вересня 2019 до 4 листопада 2021 року. Міністр економіки, торгівлі і промисловості Японії з 26 грудня 2012 до 3 вересня 2014 року.

## Біографія
Народився в місті Асікаґа префектури Тотіґі, закінчив Токійський університет, потім отримав ступінь магістра в Гарвардському інституті державного управління ім. Джона Ф. Кеннеді. Працював у торговій компанії Marubeni як політичний репортер газети «Йоміурі Сімбун» і в консалтинговій компанії McKinsey & Company.
Мотегі був обраний до Палати представників вперше в 1993 році від Нової партії Японії. У ЛДП перейшов в 1995 році.
Обіймав різні посади в Кабінеті Міністрів, зокрема посади заступника міністра закордонних справ і державного міністра у справах Окінави і північних територій, а також науково-технічної політики. У кабінеті Ясуо Фукуди був державним міністром фінансових послуг та адміністративних реформ.
26 грудня 2012 увійшов до складу другого кабінету Сіндзо Абе як міністр економіки, торгівлі і промисловості Японії.